# Eugene O'Growney
Eugene O'Growney (gaèlic irlandès Eoghan Ó Gramhnaigh) (Ballyfallon, Baile Átha Buí, comtat de Meath, 25 d'agost de 1863 - Los Angeles, Califòrnia, 18 d'octubre de 1899) fou un sacerdot i acadèmic irlandès, una de les figures clau en el renaixement gaèlic de finals del segle xix.

## Biografia
El gaèlic irlandès havia retrocedit en gran part de Meath quan ell va néixer, i cap dels seus pares el parlava. Es va interessar per la llengua quan va prendre lliçons d'irlandès al diari nacionalista Young Ireland. D'antuvi el van ajudar alguns ancians que encara parlaven l'idioma, i mentre era a Maynooth, on va continuar els seus estudis per al sacerdoci l'any 1882, solia passar les seves vacances a les zones de parla gaèlica al nord, oest i sud. Va arribar a conèixer les Illes Aran i va escriure sobre elles al diari Irisleabhar na Gaedhilge, del que més tard en fou editor. Va ser ordenat sacerdot el 1888. El seu domini de l'idioma el va portar a ser nomenat titular de la restablida càtedra d'irlandès a Maynooth en 1891. Va ser editor d'Irisleabhar na Gaedhilge entre 1894 i 1899 i durant el seu mandat es va assegurar que més material es va publicar en irlandès.
Per a O'Growney llengua, nacionalitat i religió eren relacionades estretament. En 1890 va escriure a la revista Irish Ecclesiastical Review descrivint la literatura en irlandès com "la literatura més catòlica dle món" he described literature in Irish as "the most Catholic literature in the world". Era conscient, però, dels altres aspectes, i afegia "fins i tot si l'irlandès anés a morir com a llengua parlada, seguiria sent valuosa des del punt de vista de la literatura pura".
Les seves Simple Lessons in Irish, primer llibre publicat al diari Weekly Freeman, esdevingué tan popular que fou publicat en format de llibre. Es van editar cinc llibres en sèries, i cap al 1903 se n'havien venut 320.000 còpies. Al pròleg afirma:
El següent curs de lliçons senzilles d'irlandpes ha estat elaborat principalment per a l'ús d'aquells que volen aprendre l'antiga llengua d'Irlanda, però que estan descoratjats pel que han sentit parlar de les seves dificultats... Però les dificultats de pronunciació i construcció irlandesa han estat sempre exagerats. Jo mateix em vaig veure obligat a estudiar irlandès com a llengua estrangera i m'he posat en circumstàncies que m'han fet més proper al llenguatge que ara es parla, almenys tinc un coneixement de les dificultats d'aquells, com jo mateix, que no van tenir mestre.
Va ser un membre fundador de la Lliga Gaèlica, creada a Dublín en 1893 "amb el propòsit de mantenir la llengua irlandesa parlada a Irlanda", i més tard es va convertir en el seu vicepresident.
En 1894, la mala salut el va obligar a anar a Arizona i Califòrnia, on va morir. Alguns anys després, amb l'ajuda de simpatitzants irlandesos als Estats Units, el seu cos va ser portat de tornada a Irlanda.
Al seu funeral, que va tenir lloc el 26 de setembre de 1903 a la catedral catòlica de Dublín, hi van assistir 6.000 persones, inclosos els membres dels gremis de comerciants, clergues, polítics, membres de l'Associació Atlètica Gaèlica i estudiants. Fou enterrat a Maynooth.